# Альфа-гал алергія
Альфа-гал алергія (англ. alpha-gal allergy, відома також як Алергія на м'ясо ссавців, англ. mammalian meat allergy, також англ. alpha-gal syndrome) — тип алергічної реакції, який характеризується відстроченою появою симптомів упродовж 3–8 годин після вживання м'яса ссавців. Виникає внаслідок попередніх укусів кліщів.
Галактоза-альфа-1,3-галактоза (Galactose-alpha-1,3-galactose), відома як альфа-гал і антиген Галілі, є вуглеводом, який міститься в клітинних мембранах більшості ссавців.
Алергія на альфа-гал — це реакція на галактозу-альфа-1,3-галактозу, в результаті якої організм перевантажується антитілами імуноглобуліну Е (IgE) при контакті з вуглеводом. Анті-гал — природне антитіло людини, яке специфічно взаємодіє з вуглеводною структурою ссавців 1-3Gal beta 1-4GlcNAc-R (альфа-галактозильний епітоп). Молекула альфа-гал зустрічається в усіх ссавців, за винятком надродинної групи приматів — вузьконосих, таксономічної гілки, яка включає людей як вид. Алергія на альфа-гал є першою відомою харчовою алергією, яка реалізує можливість відстроченої анафілаксії. Це також перша відома харчова алергія, яка пов'язана з вуглеводами, а не білками. Інші продукти ссавців, які містять альфа-гал, крім м'яса, такі як молоко та желатин, також можуть спричинити алергічну реакцію.
Укуси деяких кліщів, таких як Amblyomma americanum у США та Ixodes holocyclus в Австралії, які можуть передавати цей вуглевод жертві, спричинюють розвиток сповільненої алергічної реакції на споживання м'ясних продуктів ссавців («червоне м'ясо»). Якщо кліщ харчується на іншому ссавцеві, альфа-гал залишається в його травному тракті. Рекомендується уникати харчових продуктів, які містять яловичину, свинину, баранину, оленину, кролятину та субпродукти, щоб уникнути цієї алергічної реакції. Деякі хворі люди настільки гіперчутливі до альфа-гал, що алергія може спричинити перехресну реакцію з желатином ссавців і навіть деякими молочними продуктами. Людям з алергією на альфа-гал не потрібно ставати суворими вегетаріанцями, оскільки м'ясо рептилій, птахів, морепродукти природно не містять альфа-гал.

## Актуальність
Алергія на альфа-гал була зареєстрована в 17 країнах на всіх шести континентах, де людей кусають кліщі, особливо в Сполучених Штатах та Австралії. Лише невеликий відсоток дітей і дорослих отримають алергію на червоне м'ясо після укусу кліща. Альфа-гал присутній у протипухлинному препараті цетуксимаб, а також у замінниках рідини для внутрішньовенного введення гелофузін і гемасел. Препарати для розрідження крові, отримані зі свинячого кишечника, і заміна клапанів серця, отримані зі свинячої тканини, також можуть містити альфа-гал.

## Патогенез
Дослідження показали, що слина кліща містить альфа-гал і вона потрапляє в кров. Потім імунна система виділяє антитіла IgE для боротьби з цим чужорідним агентом. Після цієї реакції майбутнє споживання м'яса ссавців з тим самим альфа-галом спричинює алергічну реакцію. Симптоми алергічної реакції зумовлені великою кількістю антитіл IgE, які атакують алерген — альфа-гал.

## Клінічні прояви
Типова алергічна реакція на альфа-гал має відстрочений початок, виникає через 3–8 годин після вживання м'ясних продуктів ссавців, на відміну від типового швидкого початку більшості інших харчових алергій. Після відстроченого початку алергічна реакція схожа на більшість харчових алергій, особливо IgE-опосередковану алергію, включаючи сильний свербіж усього тіла, кропив'янку, ангіоневротичний набряк, розлад шлунково-кишкового тракту (біль у животі, нудота, блювання, діарея) та можливу анафілаксію. У 70 % випадків реакція супроводжується респіраторним дистрес-синдромом як це відбувається у хворих на астму. Однак не кожний раз потрапляння альфа-гал призводить до алергічної реакції, так само, як сила проявів різниться у різних людей.

## Діагностика
Традиційний шкірний алергічний тест на алергію на м'ясо може дати хибнонегативну відповідь. Визначення специфічного IgE для тестування на альфа-гал є комерційно доступним, а також тестування IgE для специфічного червоного м'яса. Шкірні тести та тести активації базофілів із цетуксимабом є найбільш чутливими, але висока вартість обмежує їхнє використання.

## Лікування
Не існує ліків для альфа-гал алергії. Основним є утримання від червоного м'яса та інших продуктів ссавців, якщо це необхідно. Якщо людина відчуває лише відносно легкі симптоми, споживає їжу, яка містить альфа-гал, то лікування антигістамінними препаратами може бути достатнім. На відміну від більшості видів харчових алергій, у деяких людей алергія на альфа-гал може з часом відступити, доки людину не вкусить інший кліщ. Період відновлення може тривати від 8 місяців до 5 років.

## Профілактика
Найкращий спосіб запобігти альфа-гал алергії — уникати місць, де живуть кліщі, тобто лісистих, чагарникових місцях з високою травою. Укусам кліщів можна запобігти, обробляючи одяг і спорядження засобами, які містять 0,5 % перметрину.
Навколо найкращого методу видалення кліщів зі шкіри точаться дискусії, хоча від нещодавна прийнято заморожувати їх спреєм, який містить ефір; він продається в аптеках і використовується для лікування бородавок.